# Чилула

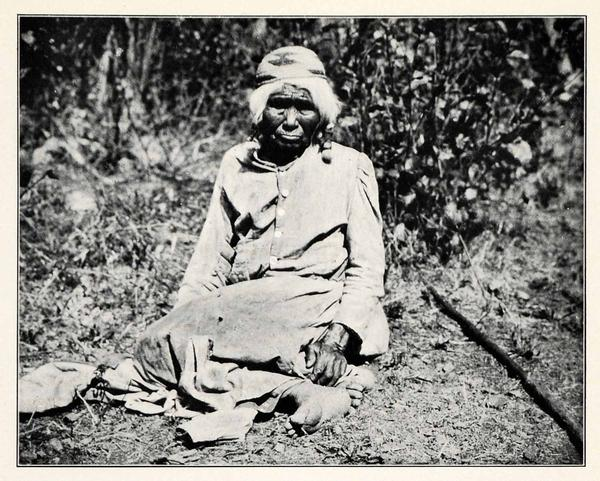
Місіс Молассес (Меляса) — жінка з племені чилула (1912)

Чилула (англ. Chilula) — корінне індіанське плем'я, що населяло територію в нижній течії Редвуд-Крік в Північній Каліфорнії.

## Мова та назва
Мова чилула належить до атабаських мов і була близької до мови хупа — численнішого племені, що мешкало на сході від чилула, — і до мови вілкут, які жили південніше.
Назва «чилула» походить з мови юрок: «тсулу-ла» (Tsulu-la), що означає «люди з Тсулу», тобто «люди з Лисих пагорбів». Лисі пагорби — пагорби на Редвуд-Крік, на вершинах яких немає дерев.

## Демографія
За приблизними оцінками, чисельність чилула на 1770 рік складала приблизно 500—600 людей. До кінця ХІХ століття останні представники племені інтегрувалися з хупа і живуть в резерваціях хупа.

## Поселення та території
Існувало більше 20 поселень чилула в середньому по 30 мешканців. Антрополог Альфред Крьобер у «Довіднику індіанців Каліфорнії» наводить перелік з 18 поселень: Ховунакут, Ноледінг, Тлочіме, Кінгкайолаї, Кінгайукайомунга, Їсінінгаікат, Тсінсіладінг, Тондінундінг, Їнуканомітседінг, Хонтетлме, Тлочеке, Хлічухвінаухвдінг, Каілухвтахдінг, Каілухвченгетлдінг, Сікінгчвунгмітахдінг, Кінахонтахдінг, Місме, Кахустахдінг.
Поселення чилула розташовувалися уздовж Редвуд-Крік і були відрізані від океану територіями юрок, які не були у дружніх відносинах із чилула. Верхів'я Редвуд-Крік були територіями вілкут.

## Спосіб життя

### Житло
Чилула будували житло так само, як і більшість племен північного заходу Каліфорнії: вистругували дошки з повалених дерев і, встановлюючи їх вертикально у викопаній ямі, будували з них стіни будинку прямокутної форми. Підлога була на кілька футів нижча від рівня землі. Насічки, зроблені на великій колоді, правили за сходи, якими спускалися у будинок. У середині будинку була яма для вогнища. У цих будинках їла вся родина, а жінки і діти також спали й працювали.
Чоловіки й старші хлопці спали разом у так званих «пітних домах» (sweathouse), які були меншими за сімейне житло, але зробленими таким же чином.
Чилула залишали свої поселення влітку і вирушали на пагорби, де збирали їстівні рослини. Члени племені займали певні ділянки для збору рослин та місця для полювання і таборували поблизу них протягом літа. Тимчасові житла будувалися зі шматків кори і з підлогою на рівні землі.

### Їжа
Оскільки Редвуд-Крік — невеличка річка, там було менше риби, ніж у сусідніх річках. Тим не менше, риба була основною їжею чилула. Вони використовували остень або сітку, рибалячи на лосося, створювали тимчасові загати, щоб упіймати сьомгу та форель, будували з дерева спеціальні платформи, з яких сітками ловили вугрів.
Чилула вживали більше рослинної їжі, ніж їхні сусіди з річок Кламат та Триніті: збирали цибулини й насіння на схилах пагорбів влітку, жолуді восени, зберігаючи їх для харчування в інші пори року.
Також чилула полювали на оленів й лосів, заганяючи їх в такі місця, де за допомогою кам'яних наконечників могли скинути тварину униз зі схилу. Іноді вони, використовуючи мотузку з петлею, робили пастки на оленячих стежках, а потім з луків вбивали тварину.

### Одяг
Оленячі шкури використовували як основний матеріал для виробництва одягу. Жінки зазвичай носили спідницю із двох шматків шкіри: задня частина була із бахромою на нижній кромці, передня іноді була зроблена із смужок, прикріплених до поясу.
Чоловіки зазвичай носили шматок оленячої шкури, обмотуючи ним нижню частину тіла. У холодну пору року чилула носили на плечах ковдри зі шкур. Ходили, як правило, босоніж, але для довгої подорожі робили мокасини знов-таки зі шкури оленя.

### Знаряддя
Жінки чилула робили кошики з гілок та коріння для зберігання їжі. Використовували молоді горіхові пагони та нитки з волокон коренів дерев.
Інші кошики використовували як головні убори при переносці важкого вантажу на спині за допомогою ременя навколо чола для його захисту. Були кошики, які використовувалися як колиски.
Чоловіки виготовляли списи, луки, стріли, пастки з дерева. Шматки лосиних та оленячих рогів використовували як інструменти для обробки деревини. Крім цього, можливо, виготовляли низькі табурети й підголівники з кедрових колод. Це були єдині меблі в їхніх оселях.
Човни чилула не робили, оскільки Редвуд-Крік занадто мала для їхнього використання.

### Торгівля
Багатство мало важливе значення для чилула. Як і їхні сусіди, чилула цінували мушлі денталіум. Ці трубчасті мушлі, які чилула придбавали, торгуючи із північними сусідами, зберігалися нанизаними. Їх групували за розміром, великі черепашки вважалися ціннішими. Цінностями також вважалися оленячі шкури (особливо, незвичайного кольору), скальпи червоного дятла, чорний або червоний обсидіан (вулканічне скло).

### Обряди
Зберіглося небагато відомостей про обрядове життя чилула. Вони танцювали Танок Оленячої Шкури, як і їхні сусіди хупа. Також в обрядах використовували головні убори із пір'я вівсянки.